# 岩名 (佐倉市)
岩名（いわな）は、千葉県佐倉市の大字。郵便番号285-0004。

## 地理
北は萩山新田、東は飯田、南東は宮前、南は下根、下根町、西は飯野に隣接している。

## 世帯数と人口
2017年（平成29年）10月31日現在の世帯数と人口は以下の通りである。
| 大字 | 世帯数  | 人口  |
| ---- | ------- | ----- |
| 岩名 | 206世帯 | 374人 |

## 小・中学校の学区
市立小・中学校に通う場合、学区は以下の通りとなる。
| 番地 | 小学校             | 中学校             |
| ---- | ------------------ | ------------------ |
| 全域 | 佐倉市立内郷小学校 | 佐倉市立佐倉中学校 |

## 施設
- 佐倉市立内郷小学校
- 岩名区民館
- 岩名運動公園
  - 小出義雄記念陸上競技場
  - 長嶋茂雄記念岩名球場
- 多賀神社
- 岩名神社
- 諏訪大明神
- 仁王尊
- 玉泉寺
- 宮前中央公園

## 交通

### 道路
- 主要地方道
  - 千葉県道65号佐倉印西線